# 하산호 전투
하산호 전투(러시아어: Хасанские бои)는 장고봉 사건(중국어 및 일본어: 張鼓峰事件; 중국어 한어병음: Zhānggǔfēng Shìjiàn; 일본어 로마자: Chōkohō Jiken)이라고도 불리며, 일본 제국의 괴뢰국인 만주국이 소련이 주장하고 통제하는 영토를 군사적으로 침범하려던 시도였다. 1938년 7월 29일부터 8월 11일까지 발생한 이 침략은 소련이 러시아 제국과 청나라 간의 북경 조약에 근거한 경계선을 잘못 해석하고 이후 경계 표지를 조작했다고 일본이 믿었기 때문에 시작되었다. 일본군은 분쟁 지역을 점령했으나, 격렬한 전투와 외교적 합의 후 철수했다.

## 배경
20세기 전반 대부분 동안, 동북중국이 된 지역의 러시아(후에 소련), 중국, 일본 정부 간의 국경을 따라 상당한 긴장이 존재했다. 동청 철도(CER)는 중화민국 동북부(만주)의 철도였다. 이 철도는 중국과 러시아 극동을 연결했다. 서구에서 남만주철도주식회사로 알려진 CER의 남부 지선은 러일 전쟁과 이후 사건들의 원인(부분적인 전쟁 명분)이 되었으며, 이는 중일 전쟁과 소련-일본 국경 분쟁으로 이어졌다. 더 큰 사건으로는 1929년 중소 분쟁과 1931년 일본과 중국 간의 만주사변이 있었다. 하산호 전투는 오랫동안 서로 불신해온 두 세력 간에 벌어졌다.
전투 이전 기간 동안, 대숙청은 소련군에 많은 경험 없는 장교들을 배치하게 만들었고, 그들은 주도권을 잡는 것을 두려워했다. 1938년 7월 한 달에만 극동 전선(이 지역의 소련 사령부)에서 이전 12개월 동안보다 4.5배나 많은 사람들이 숙청되었다. 이는 인프라 부족, 전선 사령관인 원수 바실리 블류헤르의 과부하, 장비 부족, 그리고 미흡한 조직과 결합되어 전선이 열악한 상태에 놓이게 만들었다.
대치는 1938년 7월, 극동 전선과 소련 국가 보안국(NKVD) 소련 국경군이 만주와의 하산 국경을 강화하면서 촉발되었다. 이는 한 달 전(6월 13일) 두만강 지역 훈춘시에서 소련 극동의 모든 NKVD 병력을 총괄하던 소련 장군 겐리흐 류슈코프의 변절이 부분적으로 원인이 되었다. 그는 일본에 소련 극동군의 열악한 상태와 군 장교 숙청에 대한 정보를 제공했다.

## 전투 전개

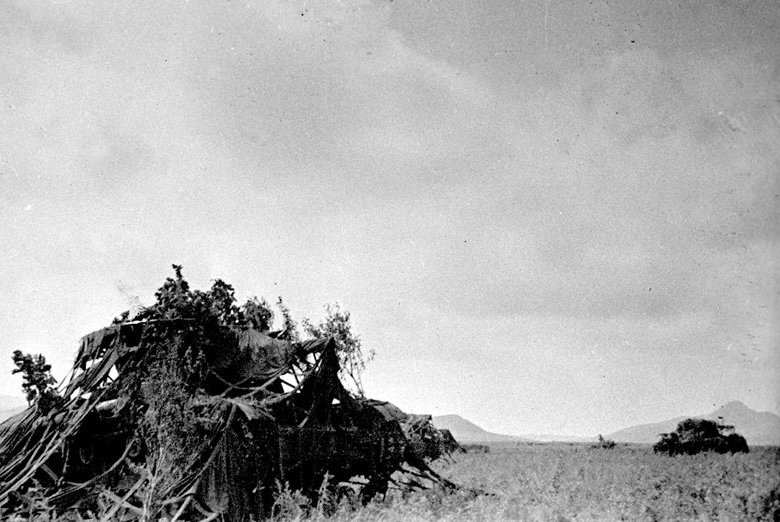
위장된 소련 전차

1938년 7월 6일, 일본 관동군은 포시예트 지역의 소련군 사령관이 하바롭스크의 소련 본부로 보낸 메시지를 해독했다. 이 메시지는 소련군 병사들이 하산호 서쪽의 비점령 고지, 특히 분쟁 중인 장고봉 고지를 확보하도록 허용해야 한다고 권고했다. 이는 소련이 라진의 조선 항구 도시와 조선을 만주와 연결하는 전략 철도를 내려다보는 지형을 점령하는 것이 유리할 것이기 때문이었다. 다음 2주 동안, 소규모 소련 국경 부대가 이 지역으로 이동하여 진지, 관측 참호, 장애물 및 통신 시설로 산을 요새화하기 시작했다.
7월 7일, 제59 국경 파견대 본부가 위치한 포시예트에서 이미 점령된 고지를 점령할 수 있도록 허가해 달라는 요청이 있었다. 소련 내무인민위원부의 첫 번째 부위원장인 미하일 프리노프스키는 부하로부터 상급 지휘부로 올라오는 문서를 제출해야 했다. 지휘관 그리고리 시테른에 따르면, 7월 8일에 "제59 국경수비대 사령관의 결정에 따라 고지는 점령되었고 중기관총 1정이 설치되었다." 국경 파견대장의 어떤 주도권에 대한 질문은 있을 수 없다. 명령은 프리노프스키가 직접 구두로 내렸다. 모든 것은 그레베니크 대령의 요청으로 공식화되었는데, 그는 "일본군은 수평 표고 100의 고지를 점령할 준비를 하고 있으며, 전화선을 깔고 있고, 이 고지의 서쪽 경사면에 도달했다... 그들은 점령을 선점할 수 있다"고 썼다. 페도토프 대령의 명령이 즉시 뒤따랐다. 영구 주둔으로 고지를 지키라는 것이었다. 그리고 이미 포시에츠키 국경 파견대장의 명령에 따라 자오제르나야 언덕은 영구 파견대(10명)에 의해 먼저 점령되었고, 그 다음에는 30명의 전투병이 추가된 예비 전초기지가 접근했다. 1938년 7월 8일-9일 밤, 소련 국경수비대는 지휘부의 명령에 따라 철조망을 설치하고 참호를 파기 시작했다.
1938년 7월 10일, 포시에츠키 국경 파견대의 부대장 알렉산더 알렉세예프 소령은 하바롭스크의 군사 본부에 포드고르나야(Podgornaya)와 팍세코리(Pakshekori) 전초기지 외에 예비 전초기지가 고지를 점령하고 있다고 보고했다. 갈등은 7월 15일에 시작되었는데, 모스크바 주재 일본 주재관이 블라디보스토크에서 멀지 않은 프리모리예 남부의 하산호 서쪽에 있는 베지미얀나야 소프카(소프카 베지미얀나야, 중국명: 사초봉 = 沙草峰)와 자오제르나야 언덕(소프카 자오제르나야, 중국명: 장고봉 = 张鼓峰 (Changkufeng))에서 소련 국경 부대를 철수시킬 것을 요구하면서 시작되었다. 이는 러시아-조선민주주의인민공화국 국경으로 이 영토를 주장했기 때문이다. 소련군은 참호 작업을 수행하고 바위 더미를 쌓았으며, 언덕의 소련 경사면뿐만 아니라 만주 영토에도 여러 개의 지뢰를 설치했다. 일본 대사관은 현상 유지 복구를 요구하며 항의했지만, 소련 정부는 이러한 비난을 부인했다.
7월 15일, 그레베니크 대령은 참호 작업 준비가 80%, 방벽이 50% 완료되었으며, 각 구획에 대해 3개의 참호가 완전히 개방되었다고 보고했다. 한편, 프리노프스키의 특별 팀은 제59 포시에트 국경 파견대 본부에 도착하여, 그곳에서 자오제르나야 언덕으로 이동했다. 이처럼 고위급(NKVD의 2인자) 관리가 국경선까지 가는 공식적인 구실은 류슈코프의 탈출에 대한 동일한 "조사"였다. 이 수행원들을 동반하기 위해 비네비틴 중위가 저격수로 배정되었다.
처음에는 이 지역 방어를 맡았던 일본 조선군이 소련의 진격을 무시했다. 그러나 행정 관할권이 장고봉과 겹치는 관동군은 소련의 의도를 의심하여 조선군에게 더 적극적인 조치를 취하도록 압박했다. 이에 따라 조선군은 도쿄에 이 문제를 제기하며 소련에 공식적인 항의를 보낼 것을 권고했다.
바실리 비네비틴 중위를 포함한 프리노프스키의 수행원들은 7월 15일 자오제르나야 언덕에 나타났다. 그리고 문서에 따르면 완전히 예상치 못한 일이 일어났다. 프리노프스키의 명령에 따라 그의 수행원 중 몇몇이 국경선을 넘어 만주 영토로 들어가 시범적으로 그곳에서 공학 및 토목 공사를 수행하는 척하기 시작했다. "일본-만주군"은 이를 알아채고 위반 현장으로 소규모 그룹을 보냈다. 국경에 도달하기 전에 헌병들은 소련군에게 만주 영토에서의 불법적인 작업을 중단해달라고 정중히 요청했다. 비네비틴 중위는 프리노프스키의 개인적인 명령에 따라 정확한 소총 사격으로 끈질긴 일본인을 현장에서 사살했다.

## 전투

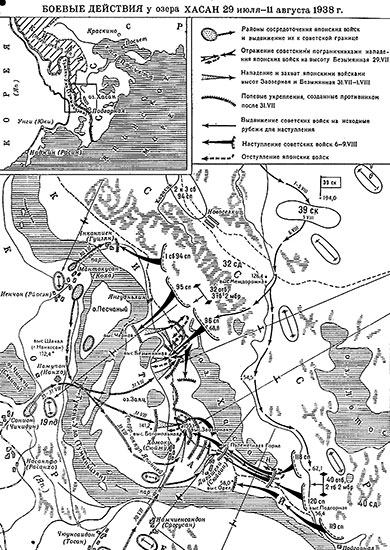
도식 지도. 하산호에서 일본군을 격파하다. 1938년 7월 29일 – 8월 11일

일본 제19사단은 일부 만주국 부대와 함께 그리고리 시테른이 지휘하는 소련 제39소총군단(결국 제32, 제39, 제40소총사단, 제2기계화여단, 전차 2개 대대로 구성)과 교전했다. 전투에 참여한 일본 제국 육군 지휘관 중 한 명은 제75보병연대장 사토 고토쿠 대령이었다. 스에타카 가메조 중장은 사토에게 "적이 조금이라도 진격하는 것을 감지하면 반드시 단호하고 철저한 반격을 가해야 한다"는 명령을 내렸다. 이 말의 숨겨진 의미는 사토에게 소련군을 장고봉에서 몰아내라는 명령이 내려졌다는 것이었다.
7월 31일, 사토의 연대는 요새화된 언덕에 야간 공격을 감행했다. 장고봉 전선에서 일본군 1,114명이 소련군 수비대 300명과 교전하여 이들을 전멸시키고 전차 10대를 격파했으며, 일본군 사상자는 전사 34명, 부상 99명이었다. 샤초봉 전선에서는 일본군 379명이 다른 소련군 300명을 기습하여 격퇴했으며, 전차 7대를 격파하고 전사 11명, 부상 34명의 피해를 입었다. 제19사단에서 수천 명의 일본군 병사들이 더 도착하여 참호를 파고 증원군을 요청했다. 최고 사령부는 이 요청을 거부했는데, 스에타카 장군이 이 병력을 취약한 소련 진지를 공격하는 데 사용하여 사건을 확대할 것을 알고 있었기 때문이었다. 일본군은 분쟁 지역을 방어했다. 1933년, 일본은 "린지 소코 렛샤"(특수 장갑 열차)를 설계하고 건설했다. 이 열차는 만주에서 "제2장갑열차부대"로 배치되어 중일 전쟁과 소련에 대한 장고봉 분쟁에 참여하여 수천 명의 일본군을 전장으로 수송하고 수송하며, 신속한 보병 배치 및 수송에 대한 서구의 아이디어와 교리를 아시아 국가가 구현할 수 있는 능력을 서방에 입증했다.
7월 31일, 국방인민위원 클리멘트 보로실로프는 제1적기군과 태평양 함대에 전투 준비 태세를 명령했다. 소련은 하산호에 257대의 T-26 전차(10대의 KhT-26 화염 방사 전차 포함), 3대의 ST-26 가교 전차, 81대의 BT-7 경전차, 13대의 SU-5-2 자주포를 포함하여 총 354대의 전차와 돌격포를 집결시켰다. 소련 극동 전선의 사령관 바실리 블류헤르는 1938년 8월 2일에 전선에 도착했다. 그의 지휘 아래 추가 병력이 투입되었고, 8월 2일부터 9일까지 장고봉에 있는 일본군에 대한 공격이 시작되었다. 병력의 불균형이 너무 커서 한 일본 포병 사령관은 소련군이 이 2주간의 사건 동안 일본군이 발사한 포탄보다 하루에 더 많은 포탄을 발사했다고 언급했다. 그럼에도 불구하고 일본 방어군은 대전차 방어를 조직했고, 조율이 제대로 되지 않은 소련군에게는 재앙적인 결과를 가져왔으며, 소련군의 공격은 많은 사상자를 내며 패배했다. 수천 명의 소련군이 전사하거나 부상을 입었고, 최소 46대(또는 포격과 늪에 빠지거나 손상되어 작동 불능 상태가 된 45대 또는 완전히 파괴된 24대 포함 80대)의 전차가 격파되었으며, 다른 39대는 다양한 정도로 손상되었다.
일본군이 소련 국경 경비대(후에 제40소총사단에 의해 강화됨)를 언덕과 다른 진지에서 밀어낸 후, 일본군은 참호를 파고 소련군은 병력을 증강했다. 일본군과 달리 소련군은 전장에 가까운 철도가 없었고, 대신 비포장 도로 하나만 있었기 때문에 소련군 증원군이 전장에 도착했을 때 일본군은 이미 잘 참호화되어 있었다. 소련군은 지상 공격 준비 중에 일본 진지를 공중에서 공격했다. 소련 공격 전날 아침, 소련 항공기 13대가 언덕을 공격했고 12대는 일본군 후방을 공격했지만, 모든 출처에서 이것이 문서화된 것은 아니다. 이어서 소련 보병 3개 연대의 공격이 있었지만, 이 공격은 포병이나 항공 지원을 받지 못했다. 이는 준비 부족 때문이거나 항공 지원의 경우 안개 때문일 수 있다. 그러나 일부 출처는 2개의 포병대가 공격을 지원했다고 주장한다. 이 공격은 전차 연대의 지원을 받았지만 그럼에도 불구하고 곧 교착 상태에 빠졌다. 이는 주로 소련군의 낮은 준비 태세 때문이었다. 일부 포병은 준비되지 않았고, 일본군의 배치에 대해 알려진 것이 거의 없었으며, 통신이 완전히 구축되지 않았고, 좌익은 지정된 시간에 공격을 시작할 준비가 되지 않았다. 소련군의 열악한 상태와 적군이 잘 참호화되어 있다는 사실에도 불구하고 공격은 계속 진행되도록 명령되었다. 전차병들은 적대적인 지형에 대비하지 못했기 때문에 추진력을 유지할 수 없었다. 공격 중에 제40소총사단 전차 대대장을 포함한 여러 지휘관들이 부대를 버렸다.
소련군은 8월 6일에 공격을 재개했다. 먼저 여러 차례의 폭격기들이 일본군 진지를 공격했다. 이 공격은 안개나 준비 부족으로 지연되었다. 폭격기들의 공격 후, 포병 지원을 받는 전차와 보병(기계화 부대 포함)의 공격이 이루어졌다. 어려운 지형에서 전차들은 막대한 손실을 입었고, 목표에 도달한 개별 전차들만이 나중에 모두 파괴되거나 퇴각했다. 공격 중에 측면 공격이 이루어졌다. 소련군은 격렬한 전투 후 일본군을 밀어냈고, 다음 날 일본군은 반격했지만 진지를 탈환할 수 없었다.
일본군은 소련군의 공격에 밀려났지만 여전히 전장에 있었다. 그럼에도 불구하고, 현지 일본군 부대가 분쟁을 확대하지 않고는 장고봉을 유지할 수 없을 것이라는 점은 분명했다. 8월 10일, 일본 대사 시게미쓰 마모루는 평화를 요청했다. 사건이 "명예로운" 결론에 도달했다고 만족한 일본군은 1938년 8월 11일 13시 30분(현지 시간)에 전투를 중단했고 소련군은 고지를 재점령했다.

## 결과

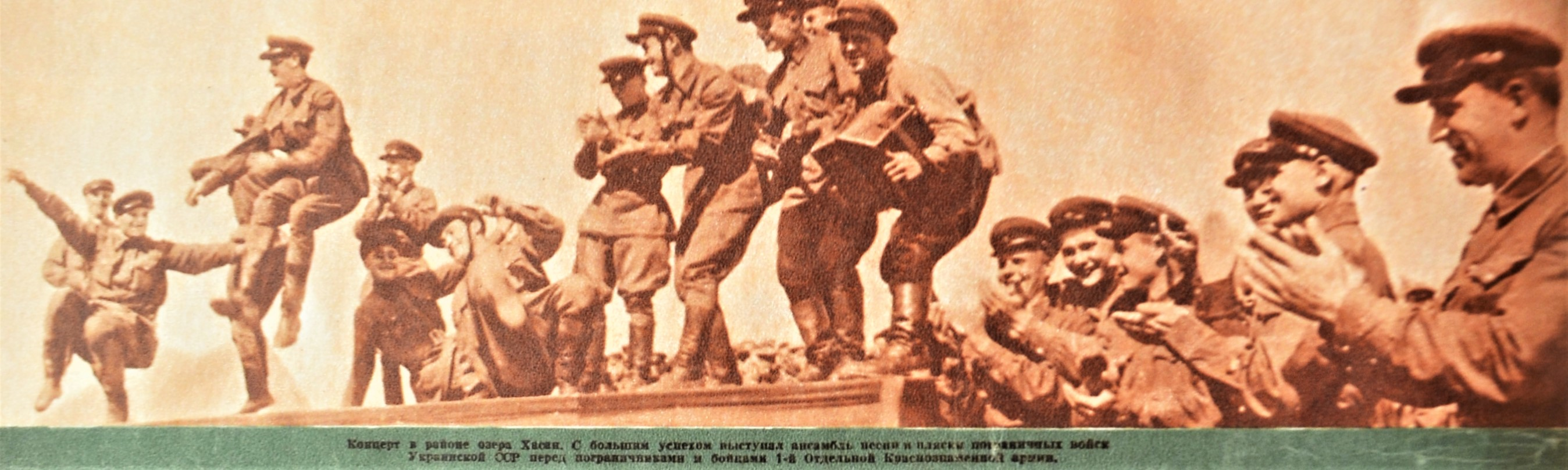
하산호 전투 후 승리를 축하하는 소련군 병사들.

소련 기록에 따르면 6,500명 이상의 소련 장교와 병사들이 소련의 훈장, 장식, 메달을 받았으며, 그중 26명은 소비에트 연방영웅 칭호를, 95명은 레닌 훈장을 받았다.
소련군 손실은 기록에 따르면 전사 또는 실종 792명, 부상 또는 질병 3,279명이었고, 일본은 적 전차 96대와 포 30문을 파괴 또는 무력화했다고 주장했다. 소련군 기갑 부대 손실은 상당하여 수십 대의 전차가 격파되거나 파괴되었고 수백 명의 "전차병"이 사상자가 되었다. 일본군 사상자는 비밀 육군 참모 통계에 따르면 1,439명(전사 또는 실종 526명, 부상 913명)이었고, 소련은 일본군 손실을 3,100명(전사 600명, 부상 2,500명)으로 주장했다. 소련은 이 손실이 열악한 통신 인프라와 도로, 그리고 미흡한 조직, 본부, 지휘관, 전투 보급 부대 부족으로 인한 부대 응집력 상실 때문이라고 결론 내렸다. 하산호에서 소련군과 지휘부의 결함은 블류헤르의 무능력 탓으로 돌려졌다. 하산호에서의 전투 지휘 외에도, 블류헤르는 바이칼 군관구와 극동 전선이 군단, 사단, 군단급 지시를 제40소총사단에 실수로 전달한 행정 기구를 사용하여 전투 준비 태세로 전환하는 것을 감독해야 했다. 10월 22일, 그는 NKVD에 체포되었고 고문으로 사망한 것으로 추정된다.
일본군은 전투 결과를 진지하게 분석하면서 1939년 할힌골 전투에서 더욱 광범위하게 소련과 다시 교전했지만 재앙적인 결과를 낳았다. 이 두 번째 교전은 일본 제6군의 패배로 이어졌다. 제2차 세계 대전 후, 1946년 극동 국제 군사 재판에서 13명의 고위 일본 관리가 하산호에서의 적대 행위 개시 역할로 평화에 대한 죄 혐의로 기소되었다.

## 같이 보기
- 이반 포자르스키, 전투 참가로 사후에 소비에트 연방영웅 칭호를 받았다.

## 추가 자료
- Coox, Alvin D. The Anatomy of a Small War: The Soviet-Japanese Struggle for Changkufeng/Khasan, 1938. Westport, Conn.: Greenwood Press, 1977. ISBN 0-8371-9479-2
- Hill, Alexander (2017), 《The Red Army and the Second World War》, Cambridge University Press, ISBN 978-1-1070-2079-5.